# 1904 na política

## Eventos
- Sob o comando do general Nogi, o Japão iniciou a conquista da Manchúria, ocupada pelos russos desde 1900.
- 8 de Abril - A aliança entre a Grã-Bretanha e a França foi reforçada com a assinatura de um acordo sobre os seus interesses no Norte de África.
- 8 de Novembro - O republicano Theodore Roosevelt foi eleito presidente dos EUA com 56% dos votos.
- 16 de Novembro - Durante visita de Estado a Inglaterra, o rei Dom Carlos assinou, com Eduardo VII, o Segundo Tratado de Windsor.
- Fim da disputa entre o Brasil e a Inglaterra pela posse de Roraima.
- Marcelo de Azcárraga y Palmero substitui Antonio Maura y Montaner como presidente do governo de Espanha.

## Nascimentos
| Data         | Nome                       | Profissão | Nacionalidade                  | Observações | Ref |
| ------------ | -------------------------- | --- | ------------------------------ | ----------- | --- |
| 23 de março  | Germán Busch Becerra       | presidente da Bolívia de 1937 a 1939                                                                               | Bolívia                        | m. 1939     |     |
| 12 de agosto | Alexei Nikolaevich Romanov | czarevich da Rússia                                                                                                | Império Russo                  | m. 1918     |     |
| 22 de agosto | Deng Xiaoping              | secretário-geral do Partido Comunista Chinês(PCC) e líder político da República Popular da China entre 1978 e 1992 | Império do Grande Qing (China) | m. 1997     |     |

## Mortes
| Data | Nome | Profissão | Nacionalidade | Observações | Ref |
| ---- | ---- | --------- | ------------- | ----------- | --- |